# 前山剛久
前山剛久（日语：／ Maeyama Takahisa，1991年2月7日—），前日本男演员，大阪府出身。已退出演藝圈。

## 经历
他于2010年，在D-BOYS特殊组合面试中获得亚军。然后于2010年12月他加入了该团体的分组乐团D2。
他的登场作品是2011年1月举行的《忍者乱太郎音乐剧》，饰演角色为「中在家长次」。
2021年12月22日，通過事務所發表，與4日前墜樓過世的女藝人神田沙也加是以結婚為前提的交往關係，並表示哀悼。
2022年1月5日，因精神及身體等因素暫停演藝活動。
2022年6月30日，前山向事務所提出退社申請。同日退社及引退。

## 參與作品

### 剧集
- 假面骑士Wizard（2013年） - 泷川空／古利姆连

### 电影
- 剧场版 假面骑士Wizard in Magic Land（2013年） - 泷川空／古利姆连
- 禮尚吻來（2017年） - 五十嵐克乙

### 综艺节目
- 戦国鍋TV 〜なんとなく歴史が学べる映像〜（2012年4月 - 9月、神奈川电视台·千叶电视台·埼玉电视台·SUN电视台）

「MUSIC TONIGHT」AKR四十七·大石主税 役、幕×JAPAN・KOGORO（桂小五郎） 役
「ヘアアーティスト毛利」尼子义久 役
- TV·局中法度!（2012年10月 - 2013年3月、神奈川电视台·千叶电视台·埼玉电视台·SUN电视台）山野八十八 役等等

### 舞台剧
- 忍者乱太郎音乐剧（2011年1月/7月、THEATRE G-ROSSO） - 中在家长次
- VisuaLive:女神异闻录4（2012年3月） - 花村阳介
- 金色琴弦Blue♪Sky First Stage（2015年9月） - 如月響也 主演
- 美男高校地球防衛部LOVE!活劇!（2016年3月） - 草津錦史郎
- K -Lost Small World-（2016年7月） - 十束多多良
- 金色琴弦Blue♪Sky Second Stage（2016年12月） - 如月響也 主演
- 偶像夢幻祭！On Stage Take Your Marks！（2017年1月） - 天祥院英智
- 偶像夢幻祭！〜Judge of Knights〜（2017年9月） - 天祥院英智
- K -MISSING KINGS-（2017年10月） - 十束多多良
- 偶像夢幻祭〜To the shining future〜（2018年1月-2月）- 天祥院英智
- 御茶之水搖滾（2018年3月-4月） - 奈良悠介
- 刀劍亂舞 悲傳結目不如歸（2018年6月-7月） - 鶯丸
- 戰刻夜想曲（2018年8月） - 上杉謙信
- 妖怪公寓的優雅日常（2019年1月） - 稲葉夕士 主演
- 機動戰士GUNDAM 00（2019年2月） - 格拉漢姆·艾卡
- 刀劍亂舞 慈傳日日流轉如葉落（2019年6月-8月） - 鶯丸
- 『催眠麥克風Division Rap Battle-』Rule the Stage -track.2-（2020年8月） - 夢野幻太郎
- 『催眠麥克風-Division Rap Battle-』Rule the Stage -track.4-（2021年2月-3月） - 夢野幻太郎